# Aphnaeus pindarus
Aphnaeus pindarus är en fjärilsart som beskrevs av Fabricius 1793. Aphnaeus pindarus ingår i släktet Aphnaeus och familjen juvelvingar. Inga underarter finns listade i Catalogue of Life.